# Tetramerium butterwickianum
Tetramerium butterwickianum là một loài thực vật có hoa trong họ Ô rô. Loài này được T.F. Daniel miêu tả khoa học đầu tiên năm 1986.